# Општина Липанешти (Прахова)
Липанешти (рум. Lipăneşti) општина је у Румунији у округу Прахова.
Oпштина се налази на надморској висини од 222 m.